# 泛海控股
泛海控股股份有限公司 （深交所除牌前：000046）是中国深圳证券交易所的一家上市公司，主营业务范围包括：国内外投资开发项目，房地产业务及物业管理，资产管理，建筑设备、建筑装饰材料的购销，自有物业租赁。公司总股本为455731.177万股（2011年）。

## 历史
公司总部位于北京市东城区建国门内大街28号民生金融中心C座22层，董事长为韩晓生。2014年3月，泛海建設展開重組計劃，分別收購同系的泛海集團和泛海能源合共持有的民生證券73%股權。

## 旗下公司
- 民生證券87.645%
- 民生信託
- 中泛控股
- 華富國際
- 廣西北部灣銀行6.09%
- 亞太財產保險有限公司51%